# Manuel Poggiali

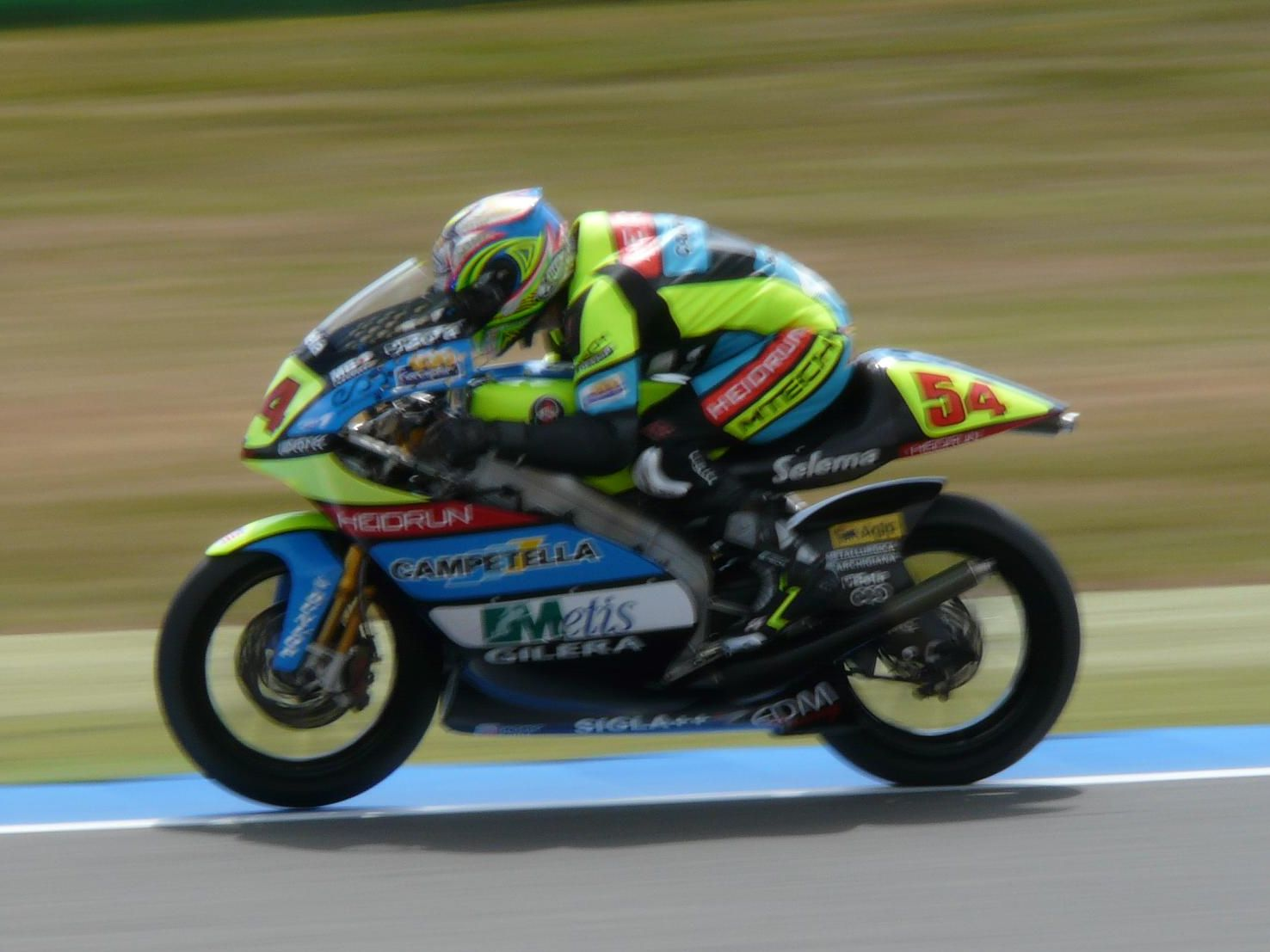
Poggiali op Aprilia bij de TT Assen in 2008

Manuel Poggiali (Borgo Maggiore, 14 februari 1983) is een voormalig San Marinees motorcoureur en wereldkampioen.

## Carrière
Manuel Poggiali won in 2001 als 18-jarige op Gilera het wereldkampioenschap wegrace in de 125cc-klasse en in 2003 in zijn rookie-seizoen op Aprilia de titel in de 250cc-klasse. Het jaar er op kon hij zijn titel niet verdedigen en werd negende in de eindrangschikking. Het jaar erop keerde Poggiali weer terug in de 125cc-klasse. Hij beëindigde het seizoen 2005 als tiende. Het jaar erop  volgde wederom een klasse-overstap en reed Poggiali op een KTM in de 250cc. Dat seizoen eindigde hij op de veertiende plaats in het algemeen klassement. Na dit seizoen besloot Poggiale tot een eenjarige pauze en kwam in 2008 weer terug in de 250cc-klasse. Hij beëindigde echter nog tijdens zijn teleurstellende seizoen op 25-jarige leeftijd zijn carrière.
Bij zijn 131 starts in het wereldkampioenschap wegrace lukte het Manuel Poggiali twaalf keer als eerste over de streep te komen, haalde 35 podiumplaatsen, elf Pole-positions, alsmede zeven snelste raceronden.

## Successen
- 1998 – Italiaans kampioen 125 cc op Aprilia
- 2001 – 125cc-wereldkampioen op Gilera
- 2002 – 125cc-vice-wereldkampioen op Gilera
- 2003 – 250cc-wereldkampioen op Aprilia
- 12 Grand Prix-overwinningen